# Urška Rabič
Urška Rabič (née le 20 mars 1985 à Kranjska Gora) est une skieuse alpine slovène.

## Palmarès

### Jeux olympiques d'hiver
- Jeux olympiques d'hiver de 2006 : 18e au super G féminin[1]

### Coupe du monde
- Meilleur classement général : 80e en 2007.
- Meilleur résultat : 12e.